# Basalys
Basalys is een geslacht van vliesvleugelige insecten uit de familie Diapriidae.

## Soorten
- B. abrupta (Thomson, 1859)
- B. amphoralis (Tomsik, 1949)
- B. angelikae (Hilpert, 1989)
- B. badeniensis (Hilpert, 1989)
- B. bechtalensis (Hilpert, 1989)
- B. bifoveata (Kieffer, 1911)
- B. bipunctata (Kieffer, 1911)
- B. bispinosa (Tomsik, 1949)
- B. breisgauensis (Hilpert, 1989)
- B. brunnipes Nees, 1834
- B. ciliata (Kieffer, 1911)
- B. claudiae Hilpert, 1989
- B. collaris Kieffer, 1911
- B. crassiceps (Kieffer, 1911)
- B. crassiclava (Kieffer, 1906)
- B. crassicornis (Kieffer, 1911)
- B. cuneiformis Tomsik, 1949
- B. cymocles (Nixon, 1980)
- B. depressa Hilpert, 1989
- B. dispar Nees, 1834
- B. erythropus (Kieffer, 1911)
- B. exigua (Marshall, 1868)
- B. fischeri Szabó, 1974
- B. formicaria (Kieffer, 1904)
- B. formicarum Kieffer, 1911
- B. fulvicornis (Kieffer, 1911)
- B. fulvipes (Foester, 1861)
- B. fumipennis (Westwood, 1833)
- B. giraudi (Kieffer, 1911)
- B. helicicola (Kieffer, 1911)
- B. hilleri (Hilpert, 1989)
- B. hirta (Szabó, 1979)
- B. hispanica (Kieffer, 1911)
- B. hueha Szabó, 1983
- B. inaequalis (Kieffer, 1911)
- B. insignificans (Nixon, 1980)
- B. iphicla (Nixon, 1980)
- B. koenigi Hilpert, 1989
- B. longipennis (Kieffer, 1911)
- B. loxotropalis Strand, 1918
- B. luctuosa (Kieffer, 1911)
- B. luteipes Kieffer, 1911

- B. macroptera (Kieffer, 1911)
- B. merceti (Kieffer, 1911)
- B. minutissima (Hilpert, 1989)
- B. muhaka Szabó, 1983
- B. neglecta (Herrich-Schäffer, 1838)
- B. oberbergensis Hilpert, 1989
- B. orion Nixon, 1980
- B. paka (Szabó, 1983)
- B. pannonica (Szabó, 1978)
- B. parva (Thomson, 1859)
- B. pedisequa Thomson, 1911
- B. picipes (Herrich-Schäffer, 1838)
- B. rheni (Hilpert, 1989)
- B. rufiscapa (Nees, 1834)
- B. rufocincta (Kieffer, 1911)
- B. rufosignata Kieffer, 1911
- B. sabuleti (Vollenhoven, 1879)
- B. sagittarii Hilpert, 1989
- B. scotica Kieffer, 1911
- B. semele (Nixon, 1980)
- B. silvatica (Hilpert, 1989)
- B. singularis (Nixon, 1980)
- B. stenoptera Kieffer, 1911
- B. stramineipes (Kieffer, 1911)
- B. suecica (Kieffer, 1911)
- B. susterai (Oglobin, 1927)
- B. szaboi Megyaszai, 1998
- B. tenuis (Herrich-Schäffer, 1838)
- B. thomsoni (Kieffer, 1911)
- B. tripartita (Marshall, 1868)
- B. tritoma (Thomson, 1859)
- B. tuberculata (Kieffer, 1911)
- B. uherkovichi (Szabó, 1978)
- B. weisweilensis (Hilpert, 1989)